# 李弦
李弦（1988年4月14日—），哈尼族，云南省红河州元阳县牛角寨乡果统人，2009年9月参加工作，2008年加入中国共产党，毕业于云南艺术学院，音乐代表作有《美丽的元阳》《来生在一起》《哈尼情歌不流泪 》等。

## 代表作品
《想你了我哭了》
《等你回头》
《嘛嘎》